# Jean Fabre (1717-1797)
Pour les articles homonymes, voir Jean Fabre et Fabre.
Jean Fabre, né en 1717 et mort en 1797, est un protestant de Nîmes condamné injustement au galères.

## Biographie
Il fut célèbre par son amour filial : le 1er janvier 1756 la force armée était venue dissiper une réunion protestante, illégale depuis la Révocation de l'Édit de Nantes ; à la vue de son père saisi par les soldats, Jean Fabre s'élança auprès de l'officier qui les commandait, et le supplia de lui laisser prendre la place du vieillard. L'officier consentit à cet échange ; Fabre, conduit à Montpellier, fut condamné aux galères et alla subir sa peine au bagne de Toulon, 1756. 
Un si beau dévouement étant venu à la connaissance du duc de Choiseul, alors ministre, il le fit délivrer après six ans de fers. En 1768, il obtint son décret de grâce et de réhabilitation sur demande du ministre de la Marine, le duc de Choiseul. Ce trait de piété filiale a été mis sur la scène par Charles-Georges Fenouillot de Falbaire de Quingey dans l'Honnête Criminel.

## Source
Cet article comprend des extraits du Dictionnaire Bouillet. Il est possible de supprimer cette indication, si le texte reflète le savoir actuel sur ce thème, si les sources sont citées, s'il satisfait aux exigences linguistiques actuelles et s'il ne contient pas de propos qui vont à l'encontre des règles de neutralité de Wikipédia.